# Fred Semple
Frederick Humphrey Semple, detto Fred (St. Louis, 24 dicembre 1872 – St. Louis, 20 dicembre 1927), è stato un golfista e tennista statunitense.

## Carriera
Semple partecipò ai Giochi olimpici di Saint Louis 1904, dove vinse una medaglia d'argento nel torneo a squadre. Nella stessa Olimpiade, prese parte al torneo individuale, in cui fu sconfitto ai sedicesimi di finale da Mason Phelps.
Disputò anche il torneo olimpico di doppio di tennis con George Stadel, ma fu eliminato al primo turno.

## Palmarès
In carriera ha conseguito i seguenti risultati:
- Giochi olimpici

St. Louis 1904: una medaglia d'argento nel torneo a squadre.